# Ferenc Krausz
Ferenc Krausz (Mór, Hungría, 17 de mayo de 1962) es un físico húngaro-austríaco y profesor universitario. Con su equipo de investigación, logró ser el primero en generar y medir un pulso de luz de menos de una femtosegundo de duración. El grupo de trabajo utiliza estos pulsos de luz de attosegundos para mapear el movimiento de electrones atómicos, logro que marcó el inicio de la física de attosegundos. El 3 de octubre de 2023, le fue otorgado el Premio Nobel de Física junto con Pierre Agostini y Anne L’Huillier.
En 2022 fue galardonado con el Premio Fundación BBVA Fronteras del Conocimiento en la categoría "Ciencias Básicas".
En 2022 fue galardonado con el Premio Wolf en Física.

## Trayectoria académica
Krausz estudió Física Teórica en la Universidad Eötvös Loránd e Ingeniería Eléctrica en la Universidad Técnicw de Budapest de 1981 a 1985. De 1988 a 1991, Krausz se doctoró en física láser en la Universidad Técnica de Viena (UT) con Arnold Schmidt en el Instituto de Fotónica, y de 1991 a 1993 obtuvo la Habilitación en la UT. De 1996 a 1998 fue profesor asociado de ingeniería eléctrica en la UT, y de 1999 a 2004 profesor titular. Desde 2004 es director del Instituto Max Planck de Óptica Cuántica de la Universidad y Centro de Investigación de Garching en Garching, cerca de Múnich y ocupa una cátedra de Física Experimental en la Universidad Ludwig Maximilian de Múnich (LMU). Es cofundador y fue uno de los dos portavoces del Clúster de Excelencia en el Centro de Fotónica Avanzada de Múnich de 2010 a 2019 (MAP). Desde 2015, es el director fundador del Centro de Aplicaciones Láser Avanzadas de la LMU y, desde 2019, también es el director general fundador del Centro de Huellas Digitales Moleculares en Budapest.